# آنگرا (گروه موسیقی)
آنگرا (به انگلیسی: Angra) یک گروه پاور متال و پراگرسیو متال برزیلی است که در نوامبر سال ۱۹۹۱ در شهر سائوپائولو توسط آندره ماتوس (خواننده، نوازندهٔ کیبورد و نوازندهٔ چند ساز) و رافائل بیتنکورت و آندره لینهرس (نوازندگان گیتار)، تشکیل شد. پس از تشکیل اولیهٔ گروه، نوازندگان لوئیس ماریوتی (بیس) و مارکو آنتونس (درام) به آنها پیوستند و آندره لینهرس جای خود را به آندره هرناندز و بعداً به کیکو لوریرو داد. بیتنکورت، تنها عضوی بود که در تمام آلبوم‌های گروه به عنوان نوازنده حضور داشت. آنها تا به امروز ده آلبوم استودیویی معمولی، شش آلبوم چندآهنگه و هفت سی‌دی/دی‌وی‌دی زنده منتشر کرده‌اند. این گروه به رهبری رافائل بیتنکورت تا حدی در ژاپن و اروپا محبوبیت پیدا کرده است.
در ۲ آوریل ۲۰۱۵، نوازندهٔ گیتار کیکو لوریرو، گروه آنگرا را ترک کرد تا به گروه ترش متال آمریکایی مگادث بپیوندد.

## سبک موسیقی
سبک موسیقی آنها به عنوان پاور متال، پراگرسیو متال، و نئو-کلاسیکال متال توصیف شده است.

## اعضای گروه

### اعضای کنونی
- رافائل بیتنکورت - گیتار، کیبورد، پیانو، همخوان (۱۹۹۱ اکنون)، خوانندهٔ اصلی گاه به گاه (۲۰۱۲ اکنون)
- فیلیپه آندرئولی - گیتار بیس، کیبورد، پیانو، همخوان (۲۰۰۱ تاکنون)
- فابیو لیونه – خواننده اصلی (۲۰۱۳–اکنون)
- برونو والورده – درام (۲۰۱۴–اکنون)
- مارسلو باربوسا – گیتار (۲۰۱۵–اکنون)

### اعضای پیشین
- آندره لینهرس – گیتار، همخوان (۱۹۹۲–۱۹۹۱)
- مارکو آنتونز – درام (۱۹۹۳–۱۹۹۱)
- آندره ماتوس - خواننده اصلی، کیبورد، پیانو (۲۰۰۰–۱۹۹۱؛ درگذشته ۲۰۱۹)
- آندره لیچویتز - گیتار بیس (۱۹۹۱)
- لوئیس ماریوتی – بیس (۲۰۰۰–۱۹۹۱)
- آندره هرناندز - گیتار، همخوان (۱۹۹۲)
- کیکو لوریرو - گیتار، کیبورد، پیانو، همخوان (۲۰۱۵–۱۹۹۲)
- ریکاردو کانفسوری - درام (۲۰۰۰–۱۹۹۳، ۲۰۱۴–۲۰۰۹)، همخوان (در طول اجراهای زنده) (۲۰۰۰–۱۹۹۳)
- آکیلس پریستر - درام (۲۰۰۸–۲۰۰۱)
- ادو فالاشکی – خواننده اصلی، گیتار آکوستیک (در اجراهای آنپلاگد) (۲۰۱۲–۲۰۰۰)

### اعضای پشتیبانی پیشین
- الکس هولزوارث – درام (۱۹۹۳، استودیو)
- فابیو ریبریو - کیبورد (۱۹۹۳–۱۹۹۲، تور آتش بازی ۱۹۹۹)
- فابیو لاگونا - کیبورد، همخوان (۲۰۰۷–۲۰۰۱، تور)
- دیو لیما (اپوس ۵) - کیبورد (۲۰۲۲، تور بیستمین سالگرد تولد دوباره)

## ترانه‌شناسی

### آلبوم‌های استودیویی
- فرشتگان گریه می‌کنند (۱۹۹۳) Angels Cry
- سرزمین مقدس (۱۹۹۶) Holy Land
- آتش بازی (۱۹۹۸) Fireworks
- تولد دوباره (۲۰۰۱) Rebirth
- معبد سایه‌ها (۲۰۰۴) Temple of Shadows
- مشاوران آرورا (۲۰۰۶) Aurora Consurgens
- آکوا (۲۰۱۰) Aqua
- باغ مخفی (۲۰۱۴) Secret Garden
- اومنی (۲۰۱۸) ØMNI
- چرخه‌های درد (۲۰۲۳) Cycles of Pain

### دموها
- رسیدن به افق‌ها (دمو، ۱۹۹۲)

### آلبوم‌های چندآهنگه
- هشدار شیطانی (۱۹۹۴) Evil Warning
- اجرای زندهٔ آکوستیک در فناک (۱۹۹۵) Live Acoustic at FNAC
- ندای آزادی (۱۹۹۶) Freedom Call
- آکوستیک… و موارد دیگر (۱۹۹۸) Acoustic... And more
- شکارچیان و طعمه (۲۰۰۲) Hunters and Prey - شمارهٔ ۸۵ جدول موسیقی ژاپنی
- AudioArena Originals: Angra-EP (۲۰۱۷)

### آلبوم‌های تلفیقی
- بهترین‌های افق‌های رسیده (۲۰۱۲) Best Reached Horizons - رتبهٔ ۹۰ جدول‌های موسیقی ژاپن
- بر پشت فرشتگان (۲۰۱۸) On The Backs of Angels